# 0x5f3759df
Брзи инверз квадратног корена (познат и као Fast InvSqrt() или по хексадекадној константи 0x5f3759df) је метод за рачунање x−½, мултипликативног инверза квадратног корена броја записаног у 32-битној прецизности покретног зареза у IEEE 754 формату. Алгоритам је вероватно развијен у компанији Силикон графикс почетком 1990-их, а његова имплементација се јавила 1999. у изворном коду игрице , али сам метод се није појавио на јавним форумима као што је Usenet све до 2002 или 2003. У то време, првенствена предност алгоритма се састојала у избегавању рачунски скупих аритметичких операција у покретном зарезу, уместо којих се користе целобројне операције. Инверзни квадратни корен се користи у рачунању упадних углова и рефлексије светлости и сенки у рачунарској графици.
Алгоритам узима 32-битни број у покретном зарезу као улаз, и складишти његову половину за каснију употребу. Затим се, посматрајући битове који представљају број у покретном зарезу као 32-битни цео број, спроводи операција логичког шифтовања удесно за један бит, а резултат те операције се одузима од „магичне“ константе 0x5f3759df. Ово је прва апроксимација инверзног квадратног корена улаза. Затим се битови поново посматрају као број у покретном зарезу и спроводи се једна итерација Њутновог метода како би се добила прецизнија апроксимација. Ово рачуна апроксимацију инверза квадратног корена броја у покретном зарезу отприлике четири пута брже него коришћењем дељења бројева у покретном зарезу.
Алгоритам је првобитно приписиван Џону Кармаку, али је истраживање показало да овај код има дубље корене у хардверској и софтверској страни рачунарске графике. Прилагођавања и измене су пролазиле кроз компаније Силикон графикс и 3dfx Interactive, а имплементација Гарија Таролија за SGI Indigo представља најранију познату употребу алгоритма. Није познато како је константа првобитно откривена, мада је истраживање навело на неке могуће методе.

## Мотивација
Инверз квадратног корена броја у покретном зарезу се користи у рачунању нормализованог вектора. Како програми који раде са 3Д графиком користе ове нормализоване векторе за одређивање осветљења и рефлексија, неопходно је извршити милионе оваквих рачунања у секунди. Пре него што је развијен специјализовани хардвер који се бави трансформацијама и осветљењем, софтверско израчунавање је могло да буде врло споро. Конкретно, када је овај алгоритам развијен раних 1990-их, већина процесора је била много спорија у рачунању операција са покретним зарезом него у рачунању целобројних операција.
Како би се нормализовао вектор, одређује се дужина вектора рачунањем његове еуклидске норме: квадратни корен збира квадрата координата вектора. Када се свака координата вектора подели том дужином, вектор постаје јединични вектор са истим правцем.
{\displaystyle \|{\boldsymbol {v}}\|={\sqrt {v_{1}^{2}+v_{2}^{2}+v_{3}^{2}}}} је еуклидска норма вектора, аналогна еуклидском растојању између две тачке у еуклидском простору.
{\displaystyle {\boldsymbol {\hat {v}}}={\boldsymbol {v}}/\|{\boldsymbol {v}}\|} је нормализовани (јединични) вектор. Ако се са {\displaystyle {\boldsymbol {x}}} представи {\displaystyle v_{1}^{2}+v_{2}^{2}+v_{3}^{2}}, добије се
{\displaystyle {\boldsymbol {\hat {v}}}={\boldsymbol {v}}/{\sqrt {x}}}, што повезује јединични вектор са инверзом квадратног корена компоненти раздаљине.
Quake III Arena је користила алгоритам за брзи инверз квадратног корена како би убрзала израчунавање у графичкој процесној јединици, али овај алгоритам је у међувремену имплементиран у специјалним хардверским вертекс шејдерима који користе FPGA.

## Преглед кода
Следи изворни код имплементације алгоритма за брзи инверз квадратног корена коришћен у игрици Quake III Arena, са уклоњеним C препроцесорским директивама, али са очуваним неизмењеним оригиналним коментарима:
```
float
 
Q_rsqrt
(
 
float
 
number
 
)

{

	
long
 
i
;

	
float
 
x2
,
 
y
;

	
const
 
float
 
threehalfs
 
=
 
1.5F
;

	
x2
 
=
 
number
 
*
 
0.5F
;

	
y
 
=
 
number
;

	
i
 
=
 
*
 
(
 
long
 
*
 
)
 
&
y
;
 
// evil floating point bit level hacking

	
i
 
=
 
0x5f3759df
 
-
 
(
 
i
 
>>
 
1
 
);
 
// what the fuck?

	
y
 
=
 
*
 
(
 
float
 
*
 
)
 
&
i
;

	
y
 
=
 
y
 
*
 
(
 
threehalfs
 
-
 
(
 
x2
 
*
 
y
 
*
 
y
 
)
 
);
 
// 1st iteration

// y = y * ( threehalfs - ( x2 * y * y ) ); // 2nd iteration, this can be removed

	
return
 
y
;

}

```

Како би се одредио инверз квадратног корена, полази се од апроксимације за {\displaystyle x^{-1/2}}, коју одређује софтвер, а затим се примењује нека нумеричка метода да би се апроксимација поправљала све док не дође у опсег прихватљивог одступања од тачног решења. Уобичајени софтверски методи са почетка 1990-их су прву апроксимацију извлачили из предефинисаних таблица. Горенаведени код се у пракси показао бржим од таблица, и отприлике четири пута бржи него кад би се користило уобичајено дељење у покретном зарезу. Долазило је до извесног губитка у прецизности, али је он надомешћен значајним напретком у перформансама. Алгоритам је развијен за IEEE 754-1985 32-битне бројеве у покретном зарезу, али испитивање Криса Ломонта и касније Чарлса МакЕнирија је показало да би могао да буде имплементиран и у другим форматима бројева у покретном зарезу.
Предности у брзини које пружа овај алгоритам се између осталог заснивају на „досетки“ да се 32-битни број у покретном зарезу третира као цео број и одузме од специфичне константе, 0x5f3759df. Сврха константе није одмах јасна некоме ко прегледа код, па се стога, као и друге сличне константе које се користе у програмирању, често назива „магичним бројем“. Ово целобројно одузимање и битовско шифтовање даје 32-битну вредност која се затим поново посматра као број у покретном зарезу, и представља грубу апроксимацију инверза квадратног корена почетног броја. Примењује се једна итерација Њутновог метода како би се добило на прецизности, и ту се код завршава. Алгоритам генерише разумно прецизне резултате користећи јединствену прву апроксимацију за Њутнов метод. Међутим, ово је знатно спорије и мање прецизно него коришћење SSE инструкције rsqrtss на x86 процесорима, која је такође објављена 1999.